# Sublingual
Der Begriff sublingual (s. l.) kommt aus dem Lateinischen (sub „unter“ + lingua „Zunge“) und bezeichnet entweder die anatomische Lage, also alles, was unterhalb der Zunge liegt, oder die Applikationsart. So gibt es zum Beispiel eine sublingual gelegene Speicheldrüse, eine sublinguale Fiebermessung oder die sublinguale Resorption von Nitroglyzerin.

## Applikationsart
In der Pharmazie bezeichnet sublingual eine Verabreichungsform (Applikationsform) für Wirkstoffe, die schnell durch die unter der Zunge liegende Mundschleimhaut resorbiert werden sollen. Dafür werden spezielle schnell freisetzende Darreichungsformen wie beispielsweise Schmelzfilme oder Zerbeißkapseln verwendet. Der Hauptteil des Arzneistoffes wird nach der Freisetzung durch die dünne Mundschleimhaut unter der Zunge resorbiert. Nur ein geringer Anteil des Arzneistoffes wird buccal (Wangeninnenflächen) oder perlingual (über die Zungenschleimhaut) aufgenommen.
Aufgrund der ständigen Speichelbildung im Mund und der kleinen Resorptionsfläche muss der zu resorbierende Wirkstoff einige Voraussetzungen erfüllen. So können nur geringe Mengen Wirkstoff sublingual verabreicht werden. Zusätzlich muss der Wirkstoff eine ausgeprägte Lipophilität besitzen, um durch die Schleimhaut diffundieren zu können. LogP-Werte von 1 bis 5 werden angestrebt: Unter 1 sind die Wirkstoffe meist zu hydrophil, um die lipophile Zellmembran zu überwinden, und bei Werten über 5 akkumuliert der Wirkstoff in der lipophilen Membran und gelangt nicht ins Blut. Weiterhin können nur kleine Wirkstoffe durch die Schleimhaut gelangen. Allgemein gilt eine Faustregel von 500 Da.
Bei der sublingualen Einnahme gelangt der Wirkstoff schneller in den Blutkreislauf, da das venöse Blut aus der Mundschleimhaut direkt in die obere Hohlvene fließt. Bei der oralen Einnahme muss der Wirkstoff erst die Leber passieren, um in den großen Kreislauf zu gelangen, wobei er eventuell chemisch verändert wird (sog. First-Pass-Effekt). Dies ist bei der sublingualen Einnahme nicht der Fall, die Leber wird umgangen. Ein weiterer Vorteil gegenüber der oralen Einnahme ist, dass das Medikament auch bei starken Schluckbeschwerden eingenommen werden kann.
Prinzipiell können auch Medikamente, die vom Hersteller zur Injektion vorgesehen sind, so verabreicht werden (es gibt z. B. Sprühfläschchen zu kaufen, in die Ampullen eingelegt werden können; Handelsname Adapplicator). Bei schlecht wasserlöslichen oder schwer resorbierbaren Wirkstoffen ist eine sublinguale Einnahme jedoch nicht möglich. Darüber hinaus garantieren die Hersteller die Wirksamkeit ihrer Präparate nur bei Anwendung gemäß den mitgelieferten Empfehlungen. Für den sogenannten Off-Label-Use (Anwendung abweichend vom Zulassungsinhalt) ist der Arzt allein verantwortlich.
Abzugrenzen von sublingualen Zubereitungen sind normale Schmelztabletten, die den Wirkstoff zwar schnell freisetzen, bei denen dieser jedoch nicht sublingual resorbiert wird und erst im Magen-Darm-Trakt in den Blutkreislauf gelangt.

## Medikamente, die häufiger sublingual gegeben werden
- Nitroglyzerin bei Angina Pectoris
- Lorazepam bei Angstzuständen und zur sofortigen Sedierung, auch bei Krampfanfällen
- Buprenorphin bei starken Schmerzen
- Fentanylcitrat bei starken Schmerzen
- Nicotin bei der Raucherentwöhnung
- Allergene im Zuge einer sublingualen Immuntherapie (SLIT)